# Lorenzo Monaco
Lorenzo Monaco, geboren als Piero di Giovanni (verm. Siena, ca. 1370 – Florence, 1425) was een Florentijnse kunstschilder en miniaturist.

## Biografie
Ook al was hij Sienees van geboorte, werd hij opgeleid in de pure Florentijnse stijl. Enkele werken van het midden van de jaren negentig tonen dat hij zijn opleiding kreeg in het atelier van Agnolo Gaddi (en niet van Taddeo Gaddi zoals Vasari schreef, want die stierf in 1366) en dat hij sterk beïnvloed was door het werk van Spinello Aretino, dat de Giotto-traditie liet samengaan met de lineariteit die de Florentijnse schilderkunst kenmerkte op het einde van de 14e eeuw. Hij combineerde in zijn werken de elegante stijl van Gaddi met de ernstige monumentale kunst van Andrea Orcagna. In de registers van de Compagnia di San Luca, werd hij ingeschreven met zijn doopnaam, wat laat veronderstellen dat hij schilderde voor hij monnik werd.
In 1391 trad hij in, in het klooster van Santa Maria degli Angeli van de camaldulenzen bij Florence, en nam de naam Don Lorenzo aan. In december 1391 legt hij zijn geloften af als novice, in september 1992 als subdiaken en in februari 1395 als diaken. In 1402 werd hij gerefereerd in documenten als: don Lorenzo che sta in San Bartolo del Corso of als fue degli Angeli wat er op wijst dat hij buiten het klooster werkte en leefde, met de goedkeuring van zijn oversten.

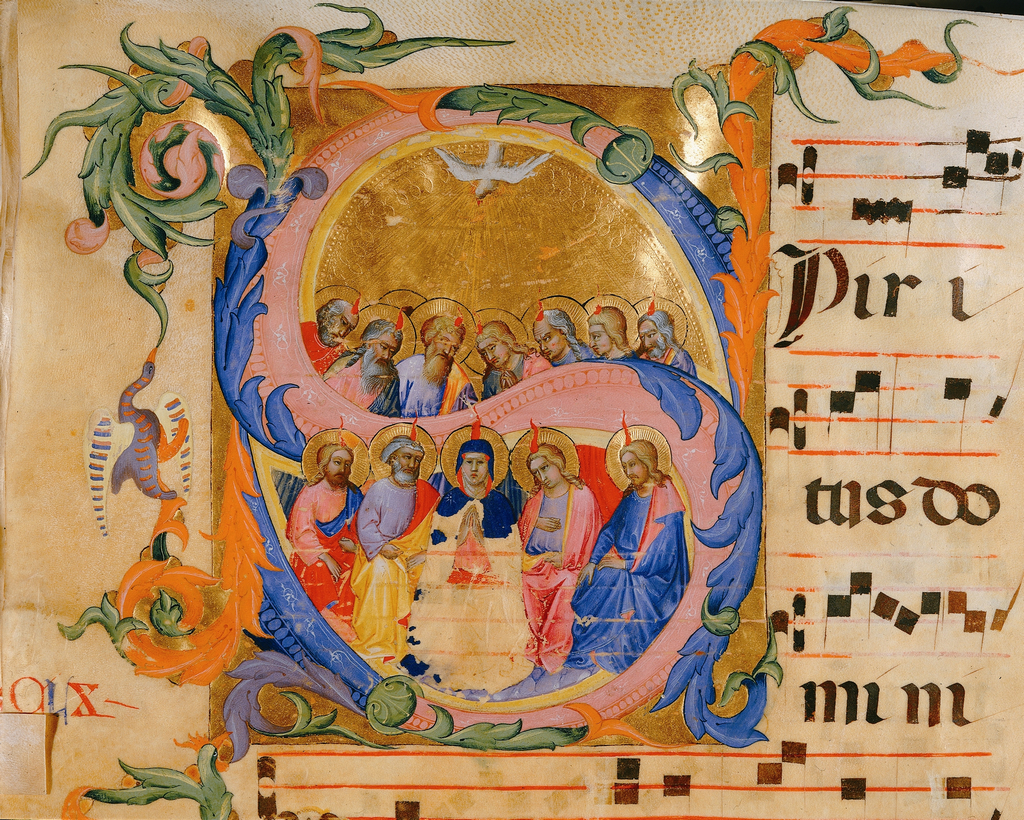
S-initiaal uit een graduale verlucht door Niccoló di Giacomo voor het klooster van S. Michele in Bosco in Bologna, nu in het Museo Civico Medievale, MS 539, Bologna.

We weten niet zeker of Lorenzo begon te werken als schilder of als miniaturist, maar het is zeer waarschijnlijk dat hij gedurende zijn verblijf in het klooster, voornamelijk als miniaturist actief was. Hij kreeg zijn opleiding als miniaturist waarschijnlijk van don Silvestro Gherarducci, de belangrijkste miniaturist van het klooster samen met don Simone Camaldolese die we kennen uit de betalingen voor een antifonarium dat ze maakten voor de Maria Nuova in Florence in 1411 en 1412. De oudste miniatuur die aan hem werd toegewezen is een gehistorieerde initiaal, een “S” met een pinkstervoorstelling, in een graduale verlucht door Niccoló di Giacomo voor het klooster van S. Michele in Bosco in Bologna. Er zijn tientallen miniaturen die aan hem werden toegeschreven en hij bleef actief als miniaturist tot in de jaren 1412 à 1413.
Nochtans was zijn hoofdactiviteit het schilderen op paneel, hij kreeg spoedig naam en faam op dit terrein en werd al snel de meest bekende schilder van religieuze taferelen in het Florence van het begin van de 15e eeuw. Twee van zijn werken zijn volledig gedocumenteerd: een polyptiek geschilderd in 1410 voor het hoofdaltaar van de kerk van het klooster van de Monte Oliveto in Florence, dat een getroonde Madonna met Kind en heiligen voorstelt en een Kroning van de Maagd, gesigneerd en gedateerd op 1414 en gemaakt voor het hoofdaltaar van de kloosterkerk van Santa Maria degli Angeli te Florence. Deze werken tonen aan dat hij belangstelling had voor de stroming van de internationale gotiek.
In de laatste jaren van zijn leven schilderde hij een reeks fresco’s over het leven van de Heilige Maagd in de Bartolino-Salimbeni kapel van de basilica Santa Trinita in Florence. Hier, zoals in andere werken uit het laatste decennium van zijn carrière, geeft hij de voorkeur aan lange elegante figuren met felgekleurde kleding en zijn landschappen en gebouwen worden steeds meer schematisch. De trend naar meer realisme die bij zijn jongere collega’s doorbreekt gaat aan hem voorbij, maar hij werd in zijn werk uit het laatste decennium van zijn carrière wel duidelijk beïnvloed door Lorenzo Ghiberti en Gherardo Starnina, twee laatgotische artiesten in Florence. De Kroning van de Maagd uit 1414 is het voorbeeld bij uitstek van deze latere stijl

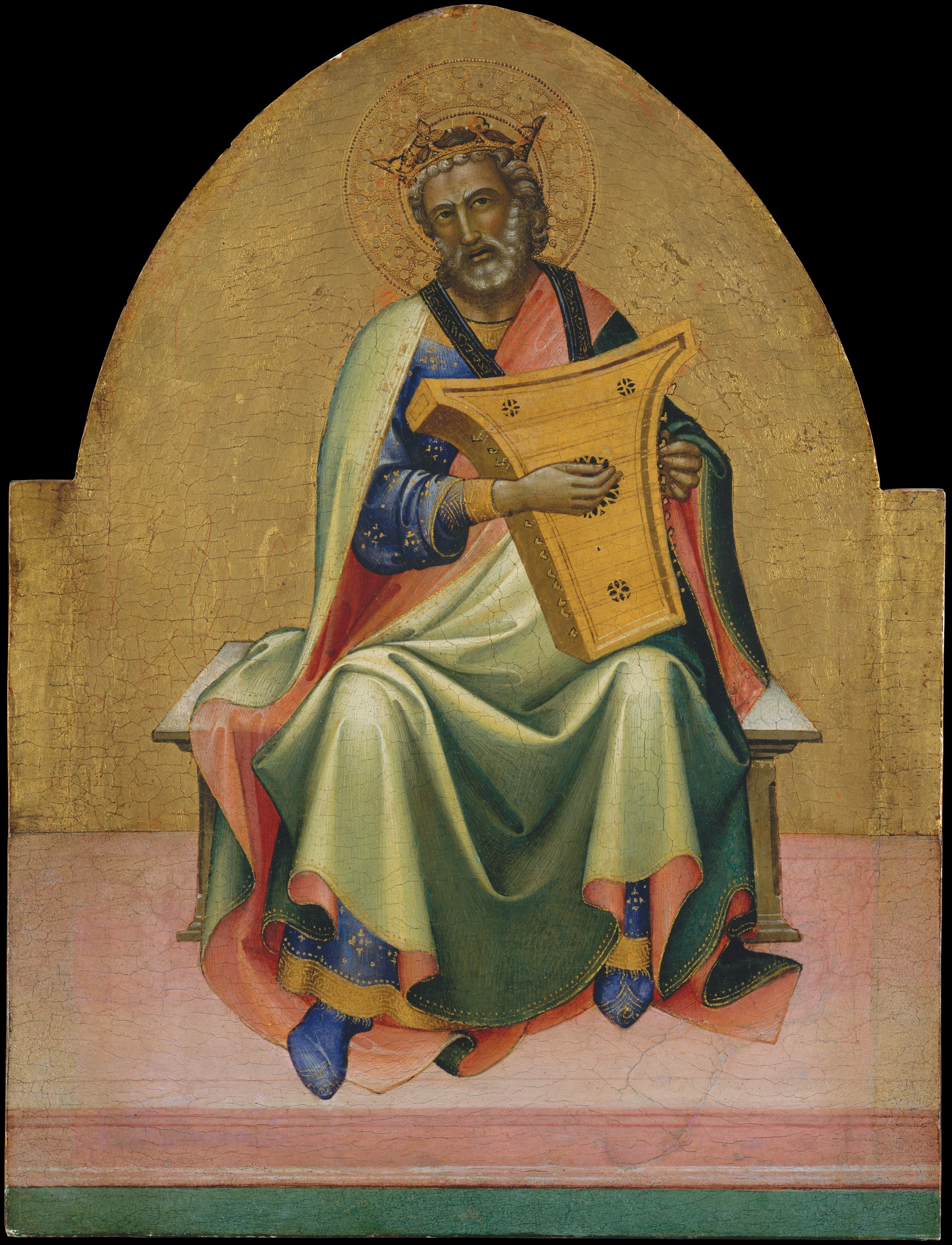
David, 1408-1410, Galleria dell'Accademia, Florence

## Werken

### Miniaturen
- S-initiaal in een graduale van Niccolò di Giacomo voor de S. Michele in Bosco in Bologna, nu in het Museo Civico Medievale, MS 539.
- Initiaal in een koorboek, corale 13, Biblioteca Medicea Laurenziana, Florence
- Vier losse bladen met initialen Staatliche Museen, Berlijn, miniaturen 1232 en 4592
- Miniaturen met heiligen en profeten in de koorboeken corale 1, 5 en 8, Biblioteca Medicea Laurenziana, gemaakt voor de Santa Maria degli Angeli, 1394-1396
- Graduaal van de Santa Maria degli Angeli (1409-1410); in een ervan (Corale 18) maakte hij de tekeningen voor de miniaturen, in het derde volume (Corale 3) zijn acht gekleurde miniaturen van zijn hand en een aantal tekeningen die later werden afgewerkt door Battista di Biagio Sanguigni en Zanobi Strozzi, Biblioteca Medicea Laurenziana, Florence
- Miniaturen in 2 koorboeken gemaakt voor de S. Maria Nuova vermeld in rekeningen van 1412 en 1413, nu in het Museo nazionale del Bargello, corali, E 70 e H 74
- Portret van Seneca, geplakt op de verso zijde van folium 1 in codex 2618 van de Biblioteca Riccardiana in Florence,

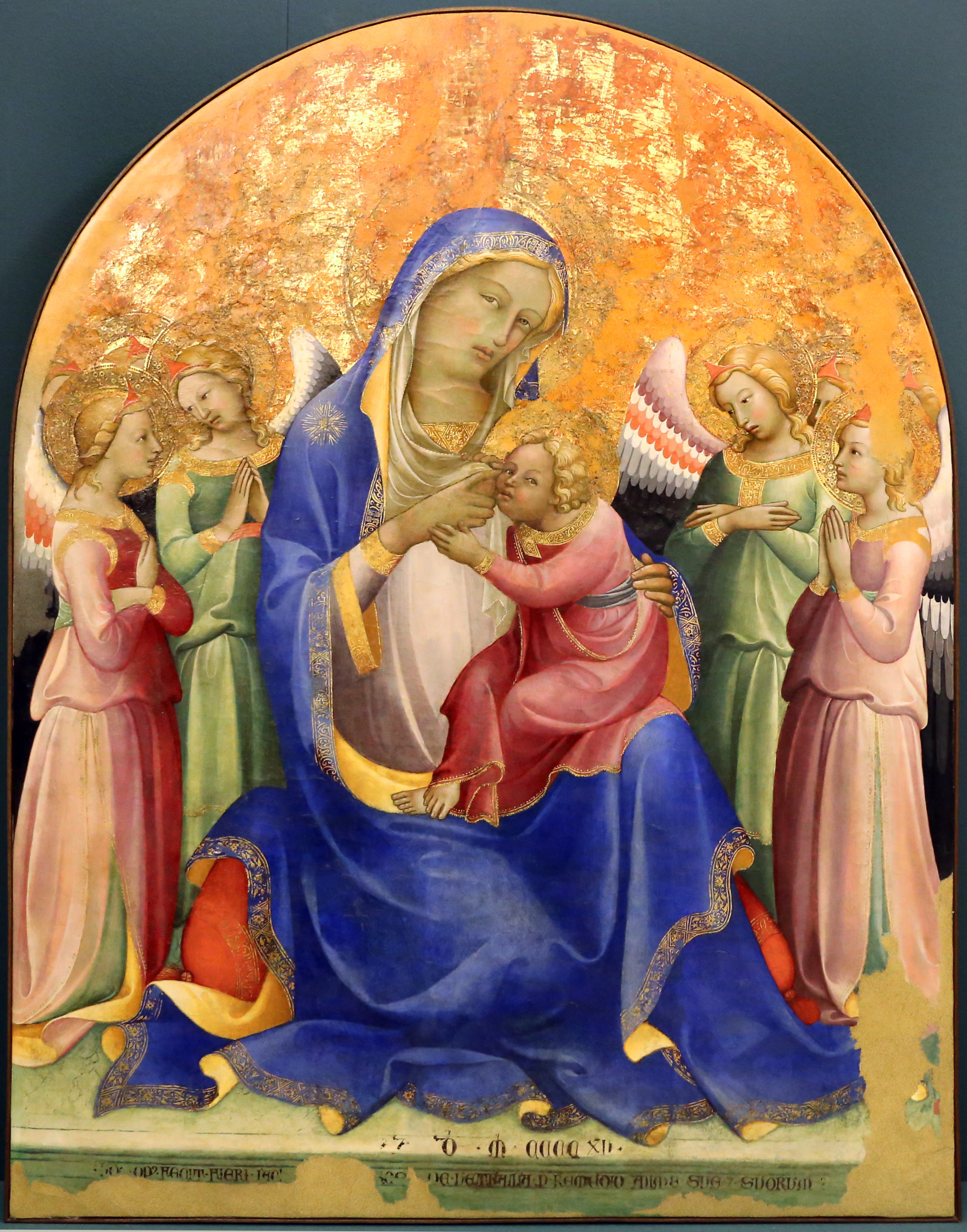
Madonna dell'umiltà e santi, 1415, Sant' Ermete, Putigano

### Schilderijen
Zoals hoger gemeld, kunnen slechts twee werken op basis van documenten aan hem worden toegeschreven. Hieronder volgt nog een onvolledige lijst van werken die aan don Lorenzo toegeschreven worden.
- Orazione nell'orto, ca. 1395-1400, Galleria dell'Accademia, Florence
- Pieta, Galleria dell'Accademia, Florence, 1404
- Retabel met de heilige Laurentius, 1406, Musée du Petit Palais, Avignon
- Nativiteit, Metropolitan Museum of Art, New York, 1406-1410[1]
- Polyptiek van de getroonde Madonna met kind en heiligen, 1410, Galleria dell'Accademia, Florence
- Triptiek van het Prado, 1410-1415, Prado, Museo Civico di Palazzo Pretorio
- Triptiek van de annunciatie, 1410-1415, Galleria dell'Accademia, Florence
- Madonna met Kind, 1413, National Gallery of Art, Washington D.C.
- Kroning van de Heilige Maagd, 1414, Uffizi, Florence
- Heilige Hieronymus in zijn studie, 1420, Rijksmuseum Amsterdam
- Sint Franciscus die de stigmata ontvangt, 1420, Rijksmuseum Amsterdam
- Aanbidding der wijzen, 1420-1422, Uffizi, Florence
- Het leven van de Heilige Maagd in de Bartolino-Salimbeni kapel van de Santa Trinita basilica, 1420-1425, Santa Trinita (Florence)
- Annunciatie Bartolini Salimbeni, 1420-1425, Santa Trinita (Florence)
- Kruisbeeld met een (geschilderde) lijdende Christus, chiesa di San Giovannino dei Cavalieri, Florence
- Madonna met Kind, Abdij van de Santissima Trinità di Cava de' Tirreni, Cava de' Tirreni

## Galerij

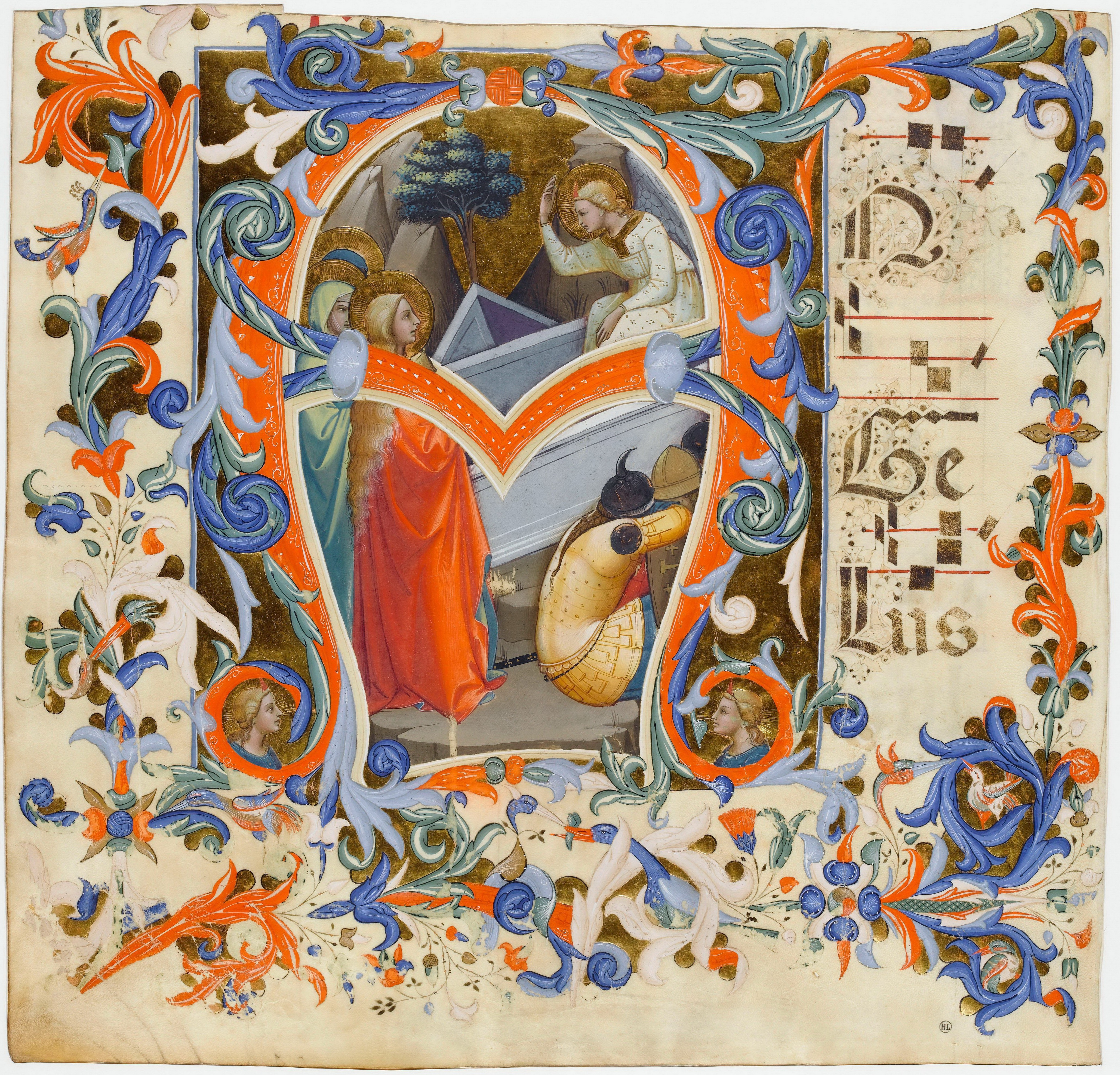
Gehistoreerde initiaal in een antifonarium, Louvre, Parijs
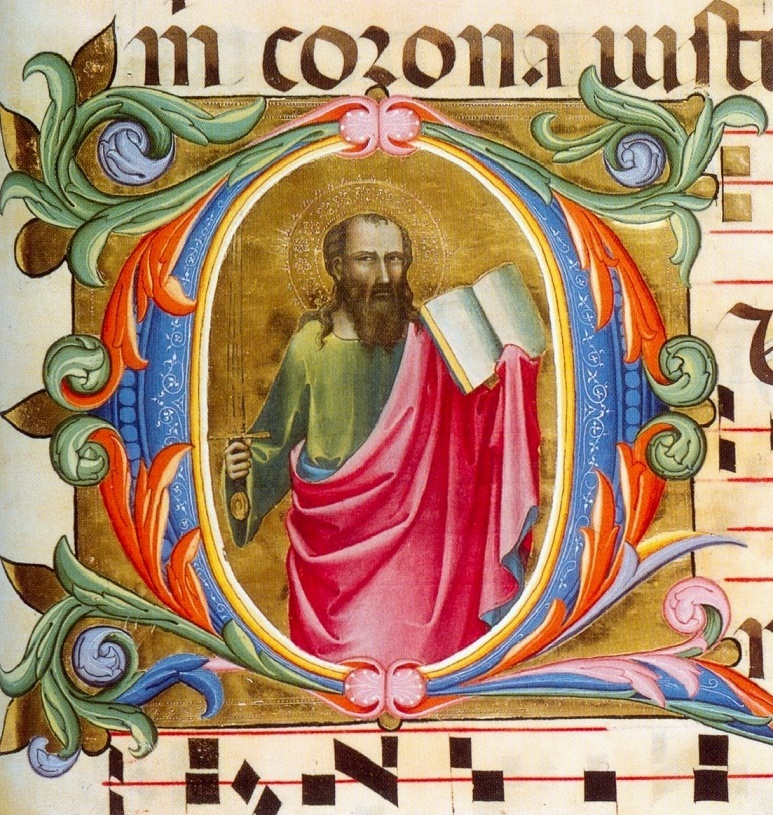
Figuratieve initiaal, de heilige Paulus, Biblioteca Medicea Laurenziana, corale 8, Florence
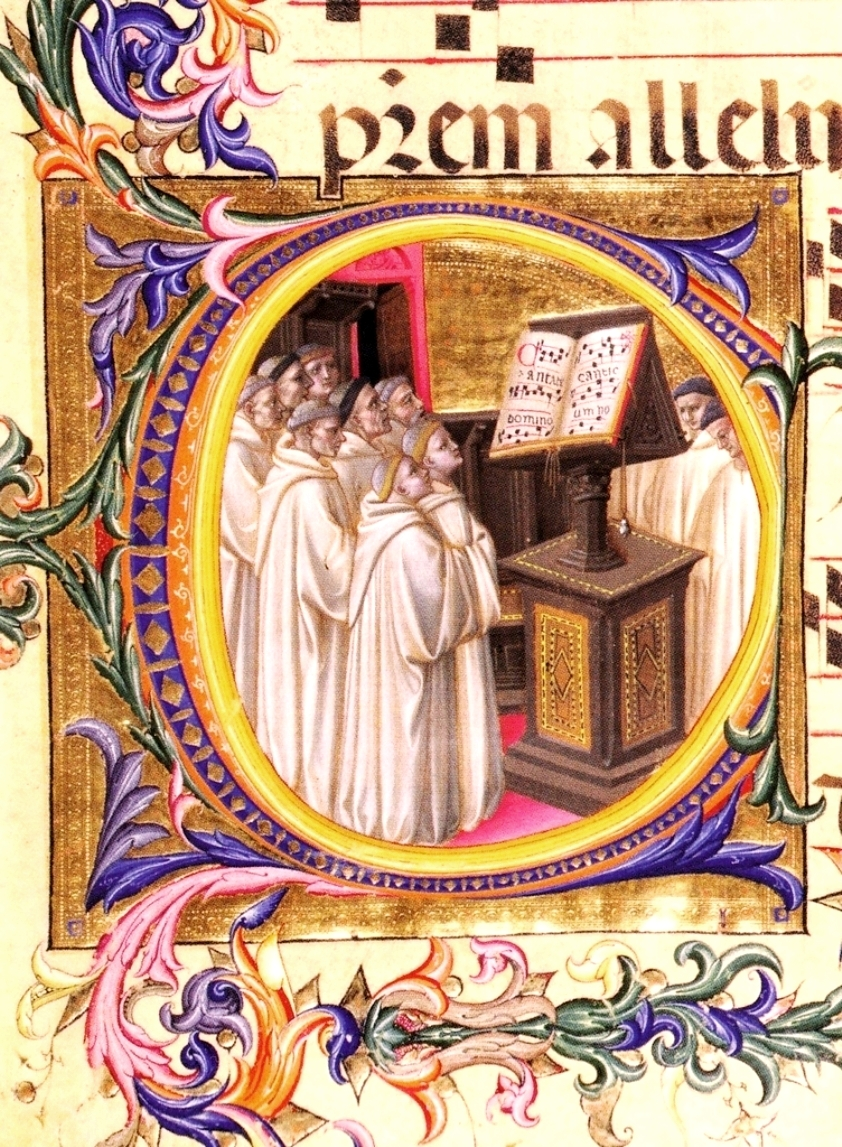
O-initiaal met monniken die uit een koorboek zingen, ca. 1410 Biblioteca Medicea Laurenziana, Florence.
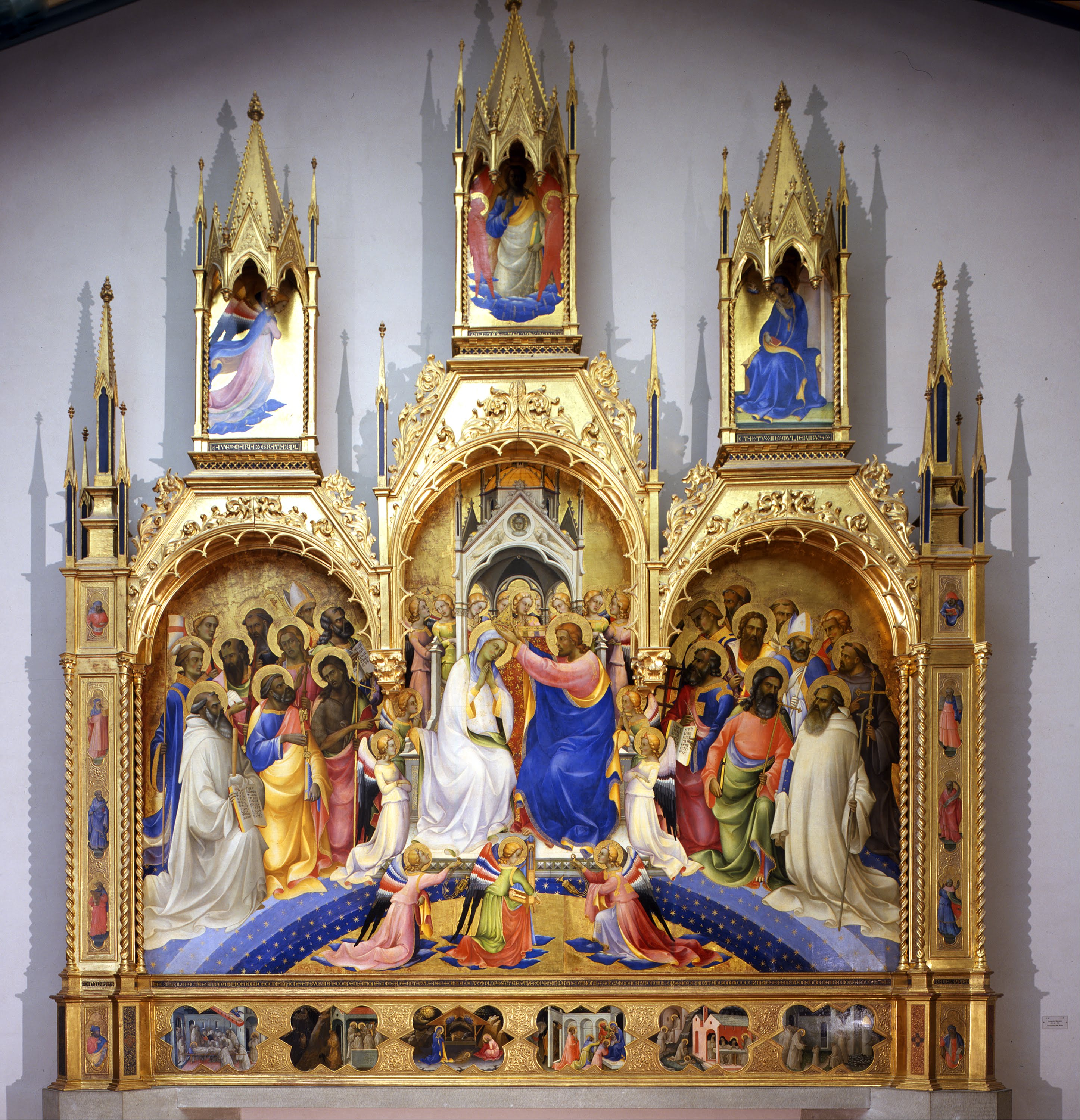
Kroning van de maagd, 1414, Uffizi, Florence
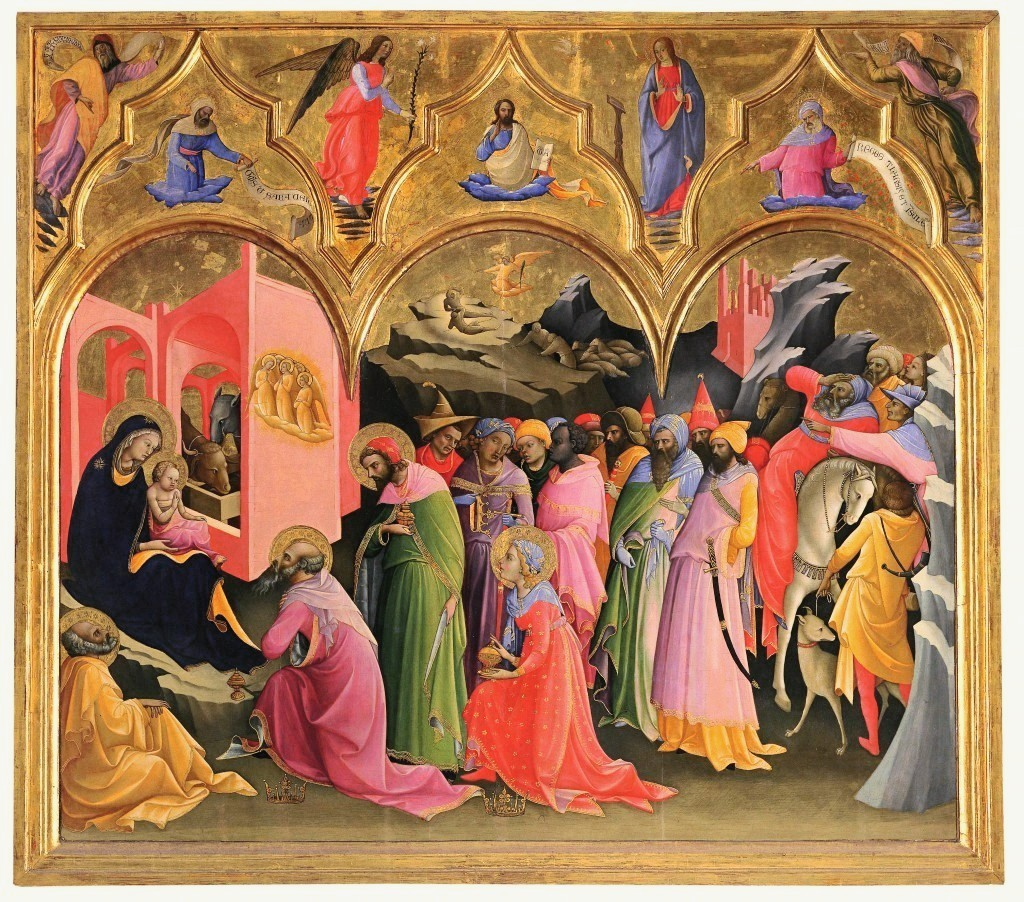
De aanbidding van de wijzen 1422, Uffizi, Florence
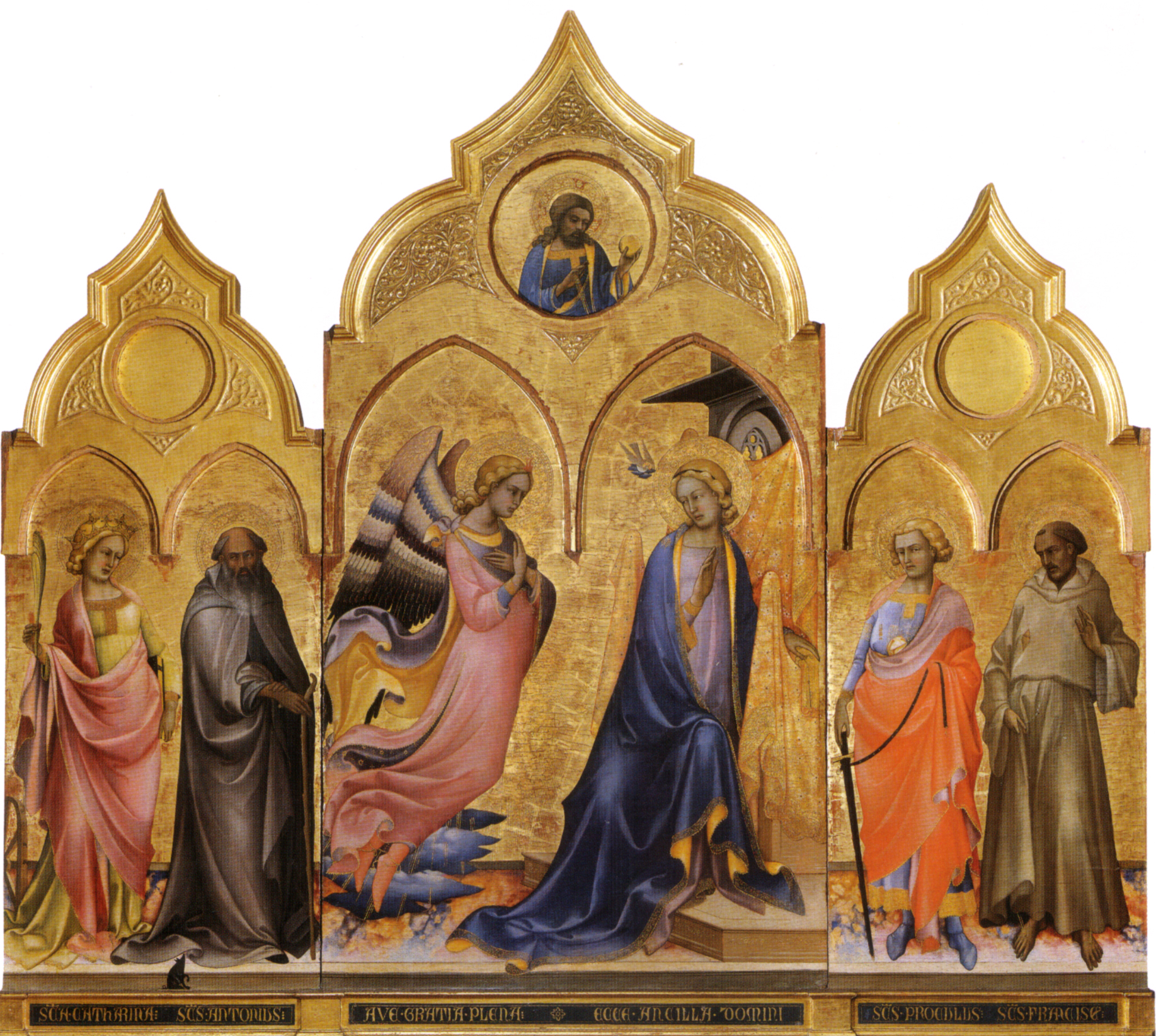
Triptiek van de annunciatie, Galleria dell'Accademia, Florence

- Bibliothèque nationale de France: cb121783255 (data)
- Catàleg d'autoritats de noms i títols de Catalunya: 981058516470106706
- Gemeinsame Normdatei: 118729071
- International Standard Name Identifier: 0000 0000 8389 6076
- KulturNav: f8d97cf4-f4e9-4ec0-955d-70903e8ce70e
- Library of Congress Control Number: n87877097
- Nationale Bibliotheek van Tsjechië: osd2010555639
- Nationale bibliotheek van Australië: 35641512
- Nationale Bibliotheek van Israël: 987007264615805171
- Nationale Bibliotheek van Polen: a0000002868090
- Nederlandse Thesaurus van Auteursnamen: 074808230
- Réseau des bibliothèques de Suisse occidentale: 02-A000115188
- RKD-Nederlands Instituut voor Kunstgeschiedenis: 50927
- Istituto Centrale per il Catalogo Unico: RAVV025588
- SNAC: w6711q9f
- Système universitaire de documentation: 03034994X
- Trove: 1024526
- Union List of Artist Names: 500026261
- Virtual International Authority File: 65534709
- WorldCat: E39PBJm9d4WkD9d9vHP3F9yWXd